# 人人有功練音樂工作室
人人有功練是位於台灣台南的嘻哈音樂廠牌。由大支於2003年所創(一說為2004年)

## 簡介
大支創立人人有功練音樂工作室，初衷讓喜歡嘻哈的人有個地方能夠待著，大支：「能夠有個地方錄音、練團，然後許多學生有個地方學饒舌，所以一開始我覺得相對比較玩票性質啦。」，初期為類似同好會的性質，以這個聚會為基礎，慢慢開始有饒舌教學、舉辦活動等，進行嘻哈文化以及台饒的在地推廣。
一開始為同好聚會、推廣嘻哈文化性質的社團，於2011年在台南市正式立案成立工作室，旗下固定成員有大支、顏冠希JY、小人(於2023年加入迷音樂)、RPG(於2017加入 RoboKatZ Music )、DaMi、BR、熊仔(於2019加入 索尼音樂)、韓森、洛克、胖弟、GAWEED、阿兄喬智、馬訓、DJ HowMany、魏買加...等，是台灣指標性的嘻哈工作團隊，長年從事音樂製作、演出、教學以及文化推廣等活動。
嘻哈囝：台灣饒舌故事中有相關描述：「早年在台南，喜愛饒舌的同好經常會一群人聚在著名的茶店三皇三家，坐在店裡寫歌，打屁，一待就待到打烊。大學畢業後回到台南生活的大支，便決定另外租下一個空間，讓這群朋友可以有個不受打擾的據點一起寫歌、一起混。」
人人有功練為台灣嘻哈廠牌四大巨頭(另有顏社、本色、混血兒娛樂)之一，因工作室據點在台南市，早年活動也是以台南為主，故被嘻哈樂迷號稱南霸天。人人有功練特色為旗下團員眾多、特色明顯、歌詞言之有物、亦有台灣WU-TANG的稱號。

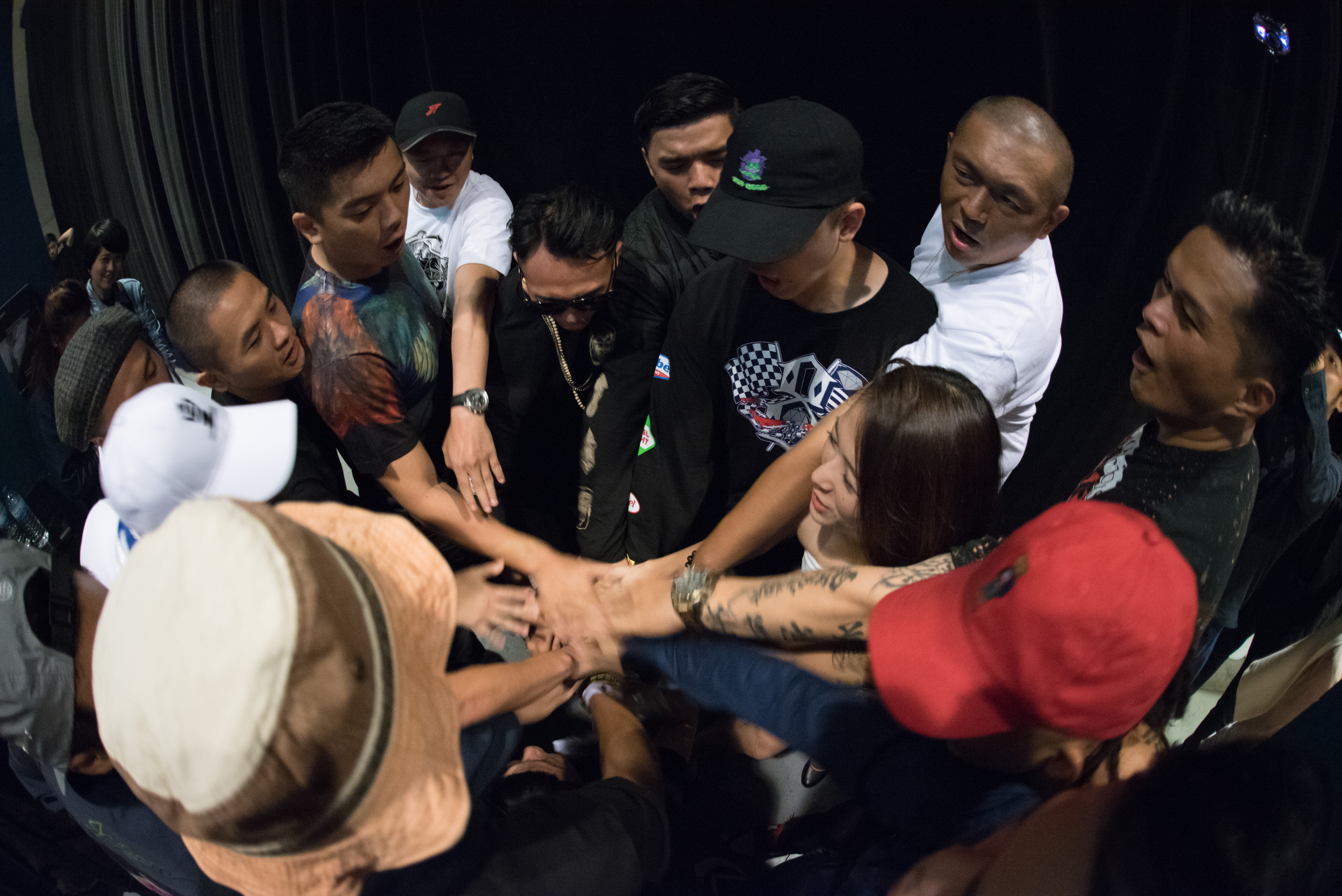

## 成員

### 大支
台灣最具話題性的饒舌音樂界人物之一，從事嘻哈音樂推廣與社會運動多年，曾登上許多具代表性的國際媒體，並與NAS, 十四世達賴喇嘛等各領域知名人物合作。長年吃素，2021年擔任大嘻哈時代導師評審。詳情請見人物條目。

### 懂伯
來自台南饒舌老團 DP 雙煞之一的重砲悍將，厚實的嗓音與幽默、嗆辣兼具的歌詞，擁有獨特的台式饒舌風格。已經多年沒有在嘻哈饒舌圈活動，目前從事室內裝修相關的行業。

### 小人
從事教學、音樂製作，大支的得意門生之一。 於 2013 年推出了他的首張專輯《小人國》。獨特品味與敘事方式，題材從戀愛、動漫、遊戲到人生有感，編曲形式也不拘泥於過往，音樂性與內容兼具的創作者。曾任南台科技大學流行音樂學系的講師，目前已離職。於2023年加入「迷音樂」。

### RPG
由於高中英文老師叫他 Rapguy，於是Rapguy 就就慢慢地演變成RPG ，成為藝名，高中時曾與蛋堡、國蛋等成立竹幫，饒舌洗鍊，並忠於自我。於2017年加入獨立音樂廠牌基械貓RoboKatZ Music，近期推出個人專輯《風花雪月》。

### 馬訓
本名馬訓愷。2007年加入人人有功練，歌詞真誠而具有情懷。目前閒暇時間在台南市區騎機車送熊貓外送。

### 顏冠希 JY
南投人，作品內常加入台語在地俚語及台灣文化。曾在2009發行偶像的包袱EP。歌曲"魔神仔"獲得台灣原創流行音樂大獎，2021參加大嘻哈時代選秀節目在1VS1環節遭淘汰。2023發行"老菜脯"Mixtape，同年，跟蛋頭發行「鐵支孤鳥」單曲，之後因版權問題下架，之後重新上架"鐵支孤鳥2.0"。2024年8月跟Leo王合作歌曲「猴囡仔」

### 韓森
原為成大街詩的成員，大學畢業後成為鴻海工程師，最後遵從自己的興趣轉為全職嘻哈音樂工作者，從事教學、音樂製作等。趣味的文字技巧與角度讓人記憶猶新。已結婚並育有一子。

### BR
吵架王，自稱 木柵Wiz Khalifa，曾於2010年Mad street盟主挑戰賽，以Freestyle打敗茶米一戰成名，除了戲謔的freestyle、連環韻等都是他的個人特色之一，近期轉變風格，推出mixtape《Undercover》。

### 熊仔
本名熊信寬，具有獨特的flow與wordplay，於2015發行個人首張專輯《無限》，並以Bowz，豹子膽的身分於2019發行概念專輯《夢想成真》，造成巨大迴響。已於2019年加盟索尼音樂，並於同年與索尼音樂娛樂共同創辦品牌【能火】，兼任創意總監，詳情請見個人條目。

## 發行作品
多數唱片由亞神音樂發行。
| 發行時間   | 類型   | 作品/專輯                                            | 藝人/作者                                                       | 備註 |
| ---------- | ------ | ---------------------------------------------------- | --------------------------------------------------------------- | --- |
| 2009-07-15 | EP     | 偶像的包袱                                           | 顏冠希JY                                                        | |
| 2015-06-20 | 合輯   | 八卦掌                                               | RPG、小人、熊仔、BR、Gaweed、懂伯、大支、韓森、R-flow、顏冠希JY | |
| 2016-10-19 | 合輯   | 太極拳                                               | RPG、小人、熊仔、BR、Gaweed、懂伯、大支、韓森、顏冠希JY         | 金音創作獎入圍最佳嘻哈專輯獎                                                                                         |
| 2017-12-19 | 合輯   | 乾坤大挪移                                           | RPG、小人、熊仔、BR、Gaweed、懂伯、大支、韓森、顏冠希JY         | |
| 2019-03-19 | 實體書 | 來韓老師這裡學饒舌：有了這一本，讓你饒舌不走冤枉路！ | 韓森                                                            | |
| 2020-11-20 | 合輯   | 隔離                                                 | 人人有功練                                                      | 1. 總有一天等到你 2. 做純的 3. 轟趴 4. 國華街巷 5. 超級忍者龜 6. 世姦情 7. 千歲 8. 導師時間 9. 豪 10. 長大我要當高進 |
| 2022-6-30  | 合輯   | 台灣節                                               | 人人有功練                                                      | 1. 人人娶新娘 2. 咱著忍耐（Remix） 3. 88節bars 4. 三炮二炮 5. 二零二二 6. 食飯莫配話 7. 練肖話                       |